# Brižinski spomenici
Brižinski ili Freisinški spomenici (latinski: Monumenta Frisingensia, njemački: Freisinger Denkmäler, slovenski: Brižinski spomeniki ili Brižinski rokopisi) najstariji su tekst na slovenskom jeziku te prvi latinični tekst na nekom slavenskom jeziku.

## Povijest
Tekst je pisan prije 1000. godine i to karolinškom minuskulom. Bili su dio zbornika koji je ujedno bio i pontifikal te je pripadao Abrahamu, biskupu Freisinga. Iz samostana koji se nalazio u tom gradu, Brižinski spomenici preneseni su 1803. godine u Bavarsku državnu knjižnicu (njemački: Bayerische Staatsbibliothek) koja se nalazi u Münchenu. Tekst na slovenskom prepoznat je 1807. te ga je prvi put objavio Franc Serafin Metelko 1825. godine. Dvije godine kasnije tekst je ponovno objavljen, ovaj put s jezičnom analizom Aleksandra Hristoforoviča Vostokova.

## Sadržaj
Tekst ima veliku književnu i liturgijsku vrijednost. Sastoji se od triju dijelova: I. i III. tekst opće su ispovijesti, a II. tekst koji je i najvažniji, je propovijed o grijehu i pokajanju. Kao liturgijski tekst otkriva crkvenu praksu u ranome srednjem vijeku, dok njihov teološki sustav otkriva idejne slojeve razdoblja poslije pokrštavanja. U jezično-stilskom pogledu sva tri dijela spajaju književne elemente antike, slavenske tradicije i ranog srednjeg vijeka. Brižinski spomenici vjerojatno su napisani kao pomoćni tekst za nekog misionara kojemu slovenski jezik nije bio materinski jezik, kao ni dvama pisarima koji su pisali tekst. Izvornik koji nije sačuvan, vjerojatno je nastao oko 850. godine, a možda i ranije. Postojala su mišljenja o tome da je riječ o češkom, slovačkom ili hrvatskom tekstu, no detaljne analize pokazuju da jezik teksta pripada sjeverozapadnom slovenskom jezičnom prostoru Koruške. Zbog kratkoće teksta, ne može se mnogo suditi o međudjelovanju jezika takvih tekstova te staroslavenskog jezika.

## Izložbe
Brižinski spomenici čuvaju se u Bavarskoj državnoj knjižnici u Münchenu te su je napustili samo dva puta: tijekom 1970-ih kada su bile izložene u Vatikanskim muzejima te tijekom svibnja i lipnja 2004. godine kada su bili izloženi u Nacionalnoj i sveučilišnoj knjižnici u Ljubljani.

## Galerija
- I. Brižinski spomenik
- 1. stranica
- 2. stranica

- II. Brižinski spomenik
- 3. stranica
- 4. stranica
- 5. stranica
- 6. stranica

- III. Brižinski spomenik
- 7. stranica
- 8. stranica
- 9. stranica

## Vanjske poveznice
- Brižinski spomenici Hrvatska enciklopedija
- Brižinski spomenici, Proleksis enciklopedija
- Elektroničko izdanje Brižinskih spomenika u slobodnom pristupu. Sadrži digitalne faksimile rukopisa, prijepisa, zvučnih zapisa itd. (svibanj 2007.)
- Collectio sermonum, tractatuum, formularum liturgicarum canonumque. Formulae liturgicae Slavicae  Arhivirana inačica izvorne stranice od 14. veljače 2021. (Wayback Machine) Digitalna objava faksimila cijelog kodeksa Clm 6426 Bavarske državne knjižnice; glavnina u crno-bijelim fotografijama (2006)
- Tekst spomenika u izdanju Frederika Kortlandta (s fusnotama na engleskom)
- Brižinski spomenici čitani na staroslavenskom s prijevodima na suvremenom slovenskom, engleskom i njemačkom